# Rich Fulcher
Rich Fulcher est un acteur, scénariste et producteur américain né le 18 novembre 1968 au Massachusetts.

## Filmographie

### Scénariste
- 1998 : Unnatural Acts (6 épisodes)
- 2004 : The Mighty Boosh (8 épisodes)
- 2006 : Snuff Box (6 épisodes)
- 2007 : The Golf War
- 2009 : The Omid Djalili Show (6 épisodes)
- 2009 : Fulcher Rapping
- 2009 : Eleanor's Up and Coming
- 2012 : BBC Comedy Feeds (1 épisode)
- 2014 : In Search of Miracle Man
- 2015 : Rick et Morty (1 épisode)
- 2016 : The UCB Show (1 épisode)
- 2018 : Désenchantée (1 épisode)

### Producteur
- 2008 : Bury the Hatchet
- 2018 : Désenchantée (10 épisodes)

### Acteur

#### Cinéma
- 1994 : Abe Lincoln: Sex Alien : plusieurs personnages
- 1998 : Fat Les: Naughty Christmas : le buraliste
- 2000 : Some Kinda Joke : Jesus
- 2001 : Sorority Sluts 3: Spring Break!
- 2004 : Nerd Hunter 3004 : le passionné de bande dessinée
- 2005 : Boosh Music : le singe de la mort et Piper Twin
- 2006 : The Mighty Boosh Live : Bob Fossil
- 2006 : Just the Three of Us : le mec qui a baisé avec un cheval
- 2006 : Goodnight Burbank : Dane Rivers
- 2007 : Wild Girls Gone : Pervert
- 2009 : Bunny and the Bull : Capitaine Crab
- 2009 : The Mighty Boosh Live: Future Sailors Tour : Bob Fossil
- 2011 : High Road : Arnie
- 2011 : Mission : Noël : Elf
- 2014 : Guided By Voices: Bad Love Is Easy To Do
- 2014 : America's Next Sick F*ck
- 2014 : Connections: Aylia : Oates
- 2014 : Let's Get Physics Y'all
- 2016 : Gravy : Rich
- 2017 : Joe Dick : Winston Marlboro
- 2017 : The Travellers : Marty
- 2019 : Abruptio : Dummkopf
- 2023 : Wonka de Paul King

#### Télévision
- 1998 : Unnatural Acts : plusieurs personnages (6 épisodes)
- 2003-2007 : The Mighty Boosh : Bob Fossil et autres personnages (20 épisodes)
- 2006 : Snuff Box : plusieurs personnages (6 épisodes)
- 2007 : How Not to Live Your Life (1 épisode)
- 2007 : The Golf War : Len
- 2008 : Bury the Hatchet : Toby Shore
- 2008 : Trexx and Flipside : M. Brillance (6 épisodes)
- 2009 : Skins : Juge Jordan (1 épisode)
- 2010 : Funny or Die Presents… : Cast et Tang (5 épisodes)
- 2011 : The Back Room : Eleanor (1 épisode)
- 2011 : Childrens Hospital : Greg (1 épisode)
- 2011 : Jon Benjamin Has a Van : Edward Sheath (3 épisodes)
- 2011 : Adventure Time : JayBird (1 épisode)
- 2011 : Bob l'éponge : Maître Fuzzy (1 épisode)
- 2011 : Mongrels : le producteur (1 épisode)
- 2012-2014 : Regular Show : la machine  réponse et l'alarme incendie (2 épisodes)
- 2012-2014 : Noel Fielding's Luxury Comedy : plusieurs personnages (6 épisodes)
- 2013 : The League : Luther le vagabond (1 épisode)
- 2013-2018 : Drunk History : plusieurs personnages (5 épisodes)
- 2014 : Rick et Morty : le roi Flippy Nips (1 épisode)
- 2014 : Garfunkel and Oates : Dr Patel (2 épisodes)
- 2014-2015 : Wander : plusieurs personnages (3 épisodes)
- 2015 : Top Coppers : Maire Grady (5 épisodes)
- 2015 : Oncle Grandpa : plusieurs personnages (2 épisodes)
- 2015-2016 : Bob's Burgers : Professeur Wallace, Emcee et Stacy (2 épisodes)
- 2015-2016 : Another Period : Mark Twain (3 épisodes)
- 2015-2016 : Questionable Science : Professeur Rich (6 épisodes)
- 2015-2018 : Le Monde incroyable de Gumball : Frankie Watterson (3 épisodes)
- 2016 : D-Sides : Atticus (2 épisodes)
- 2016 : The Amazing Gayle Pile : Rudy (3 épisodes)
- 2016 : Sexy Murder : Christoph Spinetti (6 épisodes)
- 2016-2019 : Les Pires Profs : Dan Trebin (10 épisodes)
- 2017 : Larry et son nombril : le gérant du restaurant (1 épisode)
- 2018 : Love : Glenn Michener (1 épisode)
- 2018 : Désenchantée : Turbish et autres personnages (10 épisodes)
- 2018 : Speechless : Mel (1 épisode)
- 2018 : Kidding : Clay (3 épisodes)
- 2020-présent : Star Trek: Lower Decks : l'empereur des Pakleds et autres personnages (4 épisodes)